# David Simón Rodríguez Santana
David Simón Rodríguez Santana (Las Palmas de Gran Canaria, 16 december 1988) is een Spaanse voetballer, die doorgaans speelt als verdediger. Hij is als speler beter bekend onder de naam David Simón. 

## Loopbaan
David Simón genoot zijn jeugdopleiding bij twee lokale ploegen, Atlético Feria en CF Unión Viera. Bij deze laatste ploeg kreeg hij een tweejarig contract vanaf seizoen 2008-2009. De ploeg speelde in de Regionale competitie en speelde kampioen op het einde van seizoen 2009-2010.
Dit ging niet ongemerkt voorbij en zo werd hij vanaf seizoen 2010-2011 ingelijfd bij UD Las Palmas Atlético, het filiaal dat in de Tercera División speelde. Het daaropvolgende seizoen 2011-2012 werd hij uitgeleend aan UD Vecindario, een ploeg uit de Segunda División B. Toen deze ploeg haar behoud niet kon verzekeren, keerde hij tijdens seizoen 2012-2013 terug naar het filiaal, waar hij nog 2 seizoenen zou spelen. Vanaf seizoen 2014-2015 kreeg hij zijn kans op het professionele niveau bij de eerste ploeg van UD Las Palmas. De ploeg vertoefde toen in de Segunda División A. Zijn debuut vierde hij op 23 augustus 2014 tijdens de met 2-0 gewonnen thuiswedstrijd tegen UE Llagostera. Hij groeide uit tot een basisspeler met 37 wedstrijden en 2 doelpunten. De ploeg eindigde op een mooie vierde plaats en kon zich zo plaatsen voor de eindronde. In de eerste ronde werd Real Valladolid uitgeschakeld dankzij een doelpunt op verplaatsing. De twee wedstrijden eindigden op een gelijkspel, eerst uit 1-1 en dan thuis 0-0. In de finale werd Real Zaragoza uitgeschakeld dankzij een doelpunt meer op verplaatsing. De uitwedstrijd ging verloren met 3-1, maar thuis werd gewonnen met 2-0. Zo zou David Simón vanaf 2015-2016 drie seizoenen op het hoogste niveau van het Spaanse voetbal, de Primera División, actief zijn. Tijdens die drie seizoenen zou hij 1 doelpunt scoren uit 44 wedstrijden. Toen de ploeg op het einde van het seizoen 2017-2018 degradeerde, werd zijn contract niet meer verlengd.
Zo kwam hij vanaf seizoen 2018-2019 terecht bij Deportivo La Coruña, een andere degradant uit het hoogste niveau. De ambitie van de ploeg was om zo snel mogelijk terug te keren naar dat niveau. Hij speelde er twee seizoenen. Tijdens het eerste seizoen bereikte de ploeg een zesde plaats, net genoeg om de eindronde te halen. Tijdens de eerste ronde werd Málaga CF tweemaal verslagen. De thuiswedstrijd werd met 4-2 gewonnen en op verplaatsing kwam er een 0-1 overwinning uit de bus. In de finale bleek RCD Mallorca echter te sterk. Thuis werd nog een goede uitgangssituatie afgedwongen na een 2-0 winst, maar op verplaatsing ging de ploeg met 3-0 verliezen. Tijdens deze jaargang kon de speler een echte basisplaats afdwingen en speelde 30 wedstrijden. Het daaropvolgende seizoen 2019-2020 was de ploeg en de speler veel minder succesvol. Op het einde van de competitie bevond de ploeg zich op een negentiende positie, niet voldoende voor haar behoud met de verdere degradatie naar de Segunda División B als gevolg. Tijdens deze tweede jaargang verloor de speler zijn basisplaats en scoorde 1 doelpunt uit 10 wedstrijden. Na enkele afwegingen besliste hij om de ploeg niet te volgen.
Op 2 september 2020 tekende de speler een éénjarig contract bij nieuwkomer FC Cartagena, met een jaar optioneel. Zo speelde hij tijdens seizoen 2020-2021 weer in de Segunda División A. Hij zou al snel een basisplaats opeisen. Na negenentwintig wedstrijden zou hij echter gekwetst raken en dat hield hem negen wedstrijden van de velden. In het totaal zou hij vijfentwintig keer optreden. De ploeg kon zich ook handhaven na een zestiende plaats. Voldoende om de optie te lichten en ook tijdens seizoen 2021-2022 bij de havenploeg te blijven.  Tijdens de eerste drieëntwintig wedstrijden kwam hij slechts driemaal aan de aftrap en viel éénmaal in.  Daarom was het geen grote verrassing dat op 20 januari 2022 besloten werd om het contract dat nog zes maanden geldig was in onderling akkoord op te zeggen.  De vraag kwam zelfs van de speler, want hij een tweejarig aanbod van PAS Lamia, een ploeg uit het Griekse niveau de Super League.